# 笠原裕一
笠原 裕一（かさはら ゆういち）は、日本の物理学者。京都大学大学院理学研究科物理学・宇宙物理学専攻准教授。

## 主な略歴
- 1999年 神奈川県立追浜高等学校卒業
- 2003年 東京理科大学理工学部物理学科卒業
- 2005年 東京大学大学院新領域創成科学研究科物質系専攻修士課程修了
- 2005年 京都大学大学院理学研究科日本学術振興会特別研究員（DC1）（ - 2008年）
- 2008年 京都大学大学院新理学研究科物理学･宇宙物理学専攻博士課程修了
- 2008年 東北大学金属材料研究所助教（ - 2010年）
- 2010年 東京大学大学院工学系研究科助教
- 2014年 京都大学理学研究科物理学・宇宙物理学専攻准教授（現職）

## 主な所属学会
- アメリカ物理学会
- 日本物理学会など

## 主な受賞
- 2019年 ヤマト科学賞[1]
- 2018年 日本物理学会 第12回領域7 若手奨励賞
- 2011年 JPSJ Papers of Editors' choice
- 2010年 井上研究奨励賞

## 主な研究分野
- 超伝導
- 物性物理学
- 界面電子相制御